# Condado de Trimble
O Condado de Trimble é um dos 120 condados do Eestado americano de Kentucky. A sede do condado é Bedford, e sua maior cidade é Bedford. O condado possui uma área de 405 km² (dos quais 19 km² estão cobertos por água), uma população de 8 125 habitantes, e uma densidade populacional de 21 hab/km² (segundo o censo nacional de 2000). O condado foi fundado em 1837. O condado proíbe a venda de bebidas alcoólicas.